# Dimitri Daeseleire
Dimitri Daeseleire (Antwerpen, 18 mei 1990) is een Belgisch betaald voetballer die uitkomt als rechter verdediger.  

## Carrière
Daeseleire zette zijn eerste stapjes op het voetbalveld van Ranst KFC. Daar werd hij opgemerkt door Lierse SK, waarna hij de overstap maakte naar de jeugdopleiding van Lierse SK.
KRC Genk plukte hem weg uit de jeugd van Lierse, waar hij een van de talentvolste spelers van zijn lichting was. Hij was jaren kapitein van de Belgische Nationale jeugdploegen.
Aan het einde van het seizoen 2007-2008 maakte Daeseleire zijn debuut mede door de blessure van kapitein Hans Cornelis.
Op 6 april 2011 tekende hij een contract voor vier jaar bij Sint-Truidense VV.
Tijdens de winterstop van het seizoen 2012/13 werd bekend dat hij voor een half seizoen wordt uitgeleend aan Royal Antwerp FC, waar hij in seizoen 2015/16 een contract tekent.
Tijdens het seizoen 2013-2014 werd hij nog verkozen tot Verdienstelijkste speler van het jaar in Sint-Truiden.
In het seizoen 2016-2017 sukkelde Daeseleire van de ene blessure in de andere waardoor hij niet aan spelen toekwam.
Na de promotie met Royal Antwerp FC in 2017, koos hij voor een nieuw avontuur bij Oud-Heverlee Leuven en tekende er een contract voor 2 seizoenen.

## Spelerscarrière
| seizoen | club                | land   | competitie         | wed. | goals |
| ------- | ------------------- | ------ | ------------------ | ---- | ----- |
| 2007/08 | KRC Genk            | België | Jupiler Pro League | 4    | 0     |
| 2008/09 | KRC Genk            | België | Jupiler Pro League | 14   | 0     |
| 2009/10 | KRC Genk            | België | Jupiler Pro League | 15   | 0     |
| 2009/10 | KRC Genk            | België | Play-Off II B      | 2    | 0     |
| 2010/11 | KRC Genk            | België | Jupiler Pro League | 2    | 0     |
| 2011/12 | Sint-Truidense VV   | België | Jupiler Pro League | 20   | 0     |
| 2011/12 | Sint-Truidense VV   | België | Play-Off III       | 3    | 0     |
| 2012/13 | Sint-Truidense VV   | België | Tweede klasse      | 5    | 0     |
| 2012/13 | →Royal Antwerp FC   | België | Tweede klasse      | 11   | 0     |
| 2013/14 | Sint-Truidense VV   | België | Tweede klasse      | 26   | 1     |
| 2014/15 | Sint-Truidense VV   | België | Tweede klasse      | 29   | 0     |
| 2015/16 | Royal Antwerp FC    | België | Tweede klasse      | 21   | 0     |
| 2016/17 | Royal Antwerp FC    | België | Eerste klasse B    | 0    | 0     |
| 2017/18 | Oud-Heverlee Leuven | België | Eerste klasse B    | 18   | 0     |
|         |                     |        | Totaal             | 174  | 1     |

## Palmares
| Nationaal              |    |                 |
| Belgisch kampioen      | 1x | 2011            |
| Beker van België       | 1x | 2009            |
| Kampioen Tweede Klasse | 2x | 2014/15 2016/17 |

## Trivia
- Hij is de neef van acteur Axel Daeseleire.